# Gereja Sion
De Gereja Sion of Portugese buitenkerk is een monumentale kerk in Jakarta, Indonesië. De kerk is gebouwd in 1695 en daarmee de oudste nog bestaande protestantse kerk van de stad en van Azië. De werkzaamheden begonnen in 1693.

## Geschiedenis
De Portugees sprekende gemeenschap, de Mardijkers genoemd, was een groep van Aziaten en Euraziaten die voor de komst van de Nederlanders in een vorm van slavernij gebonden waren aan de Portugezen. Met de komst van de VOC werden deze mensen vrijheid gegeven als zij zouden overgaan op de protestantse godsdienst. De overgang van rooms-katholiek naar protestants was niet zo'n probleem, maar het Portugees was zo ingeburgerd dat de overgang naar het Nederlands niet mogelijk bleek. Hierdoor was behoefte aan een kerk waar in het Portugees werd gepreekt. In 1673 werd voor deze groep een kerk binnen de muren van Batavia (zoals Jakarta toen heette) gebouwd. De kerk, die de naam Portugese Binnenkerk kreeg, was bedoeld voor de beter gesitueerden. Voor de arme Portugees sprekenden die buiten de stadsmuren woonden, kwam een aparte kerk, de Portugese Buitenkerk.
De eerste Portugese Buitenkerk uit 1676 was gemaakt van bamboe en kwam op de plek van een bestaande begraafplaats, net buiten de stadsmuren. Op 19 oktober 1693 startte, op dezelfde plaats, de bouw van een stenen exemplaar naar ontwerp van Ewout Verhagen uit Rotterdam, die toen hoofd was van Batavia's ambachtskwartier. Op zondag 23 oktober 1695 is de kerk ingewijd tijdens een kerkdienst waarin de predikant Theodorus Zas voorging. Gouverneur-Generaal Willem van Outhoorn was hierbij aanwezig.
De bepleisterde bakstenen kerk van 27 bij 34 meter had een fundering van houten palen. De typische zaalkerk was verdeeld in drie beuken. In eerste instantie bestond het dak uit drie zadeldaken die met elkaar verbonden waren zodat het van de buitenkant een dak leek. Dit dak is vervangen door een groot schilddak bij de renovatie van 1920-1921. De kerk werd met het nieuwe dak vijf meter hoger, waardoor het meer weg had van een typisch Javaanse Joglo. Binnenin worden houten tongewelven gedragen door twee rijen van drie stenen dorische zuilen. De preekstoel uit 1695 is rijkelijk versierd en staat in de zuidhoek. Aan de noordkant staat een orgelbalkon met een rijkelijk versierd orgel met Europese en Javaanse details. De fraaie kroonluchters komen uit 1687 en zijn in Bengalen gegoten.
De Portugese Binnenkerk brandde in 1808 af nadat het al lange tijd buiten gebruik was geweest. De Buitenkerk bleef in gebruik maar het aantal Portugees sprekenden nam gestaag af. Tegen 1808 kon geen Portugees sprekende predikant meer gevonden worden en kwam een omslag naar het Maleis als voertaal. De naam bleef verbonden aan de kerk totdat het na de onafhankelijkheid van Indonesië hernoemd werd naar Gereja Sion.
Tijdens de Japanse periode in de Tweede Wereldoorlog was de kerk gesloten. Na de oorlog is de kerk heropend. De naam van de kerk werd in 1957 veranderd in Gereja Sion. In 1984 is de begraafplaats rond de kerk verkleind, ten behoeve van de verbreding van de voor de kerk gelegen weg. Op de begraafplaats liggen 2.381 mensen begraven. Een aantal grafzerken zijn nog bewaard gebleven, bijvoorbeeld die van gouverneur-generaal Hendrick Zwaardecroon die graag 'tussen het volk' begraven wilde worden.
In 1978 werd de kerk nogmaals gerestaureerd.

## Galerij

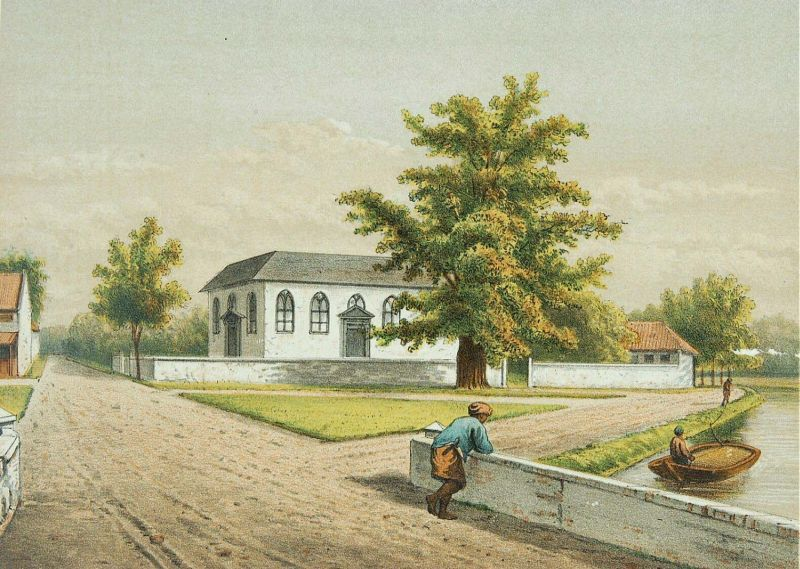
Exterieur van de kerk, begin 19e eeuw
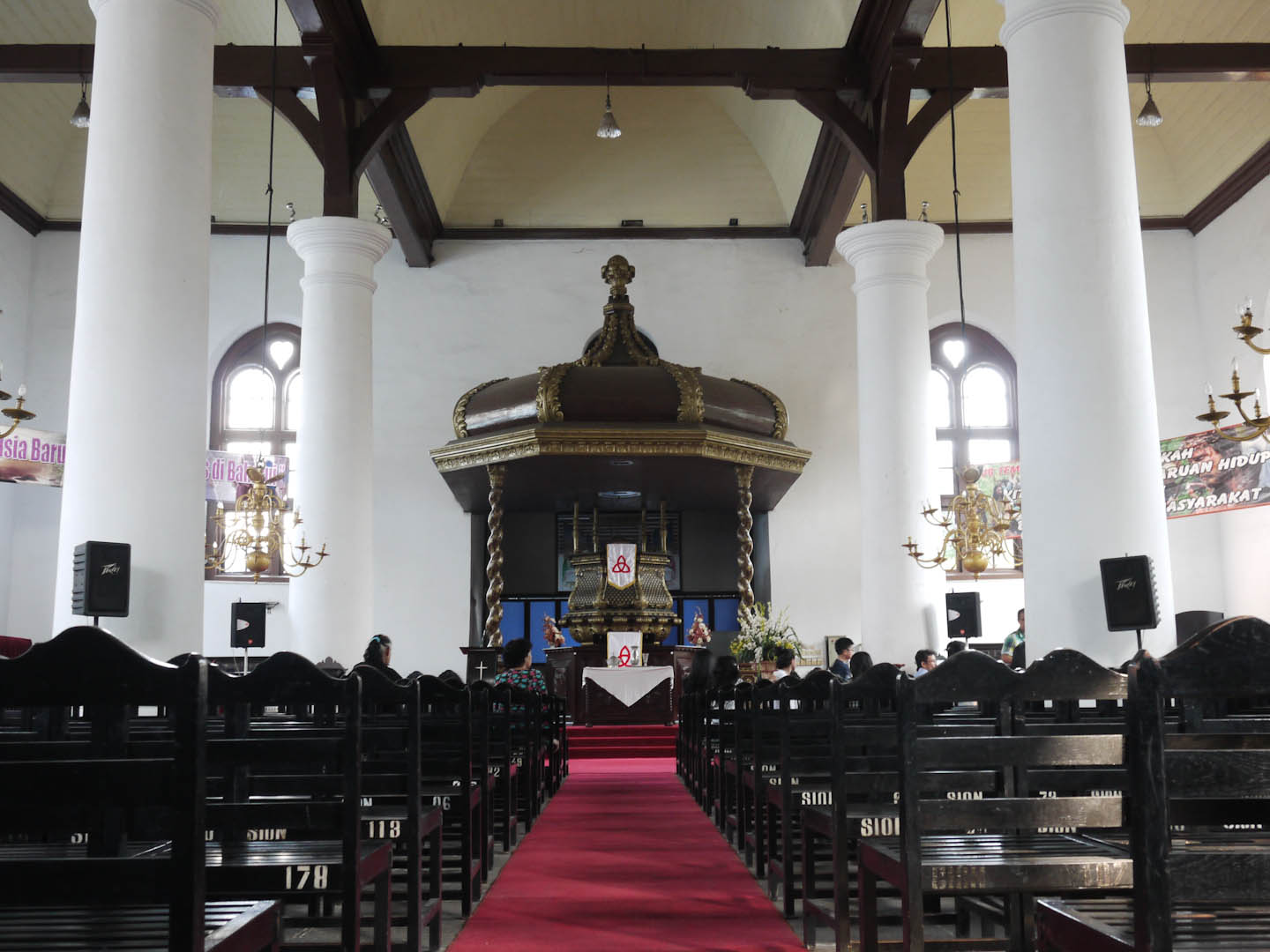
Interieur van de kerk
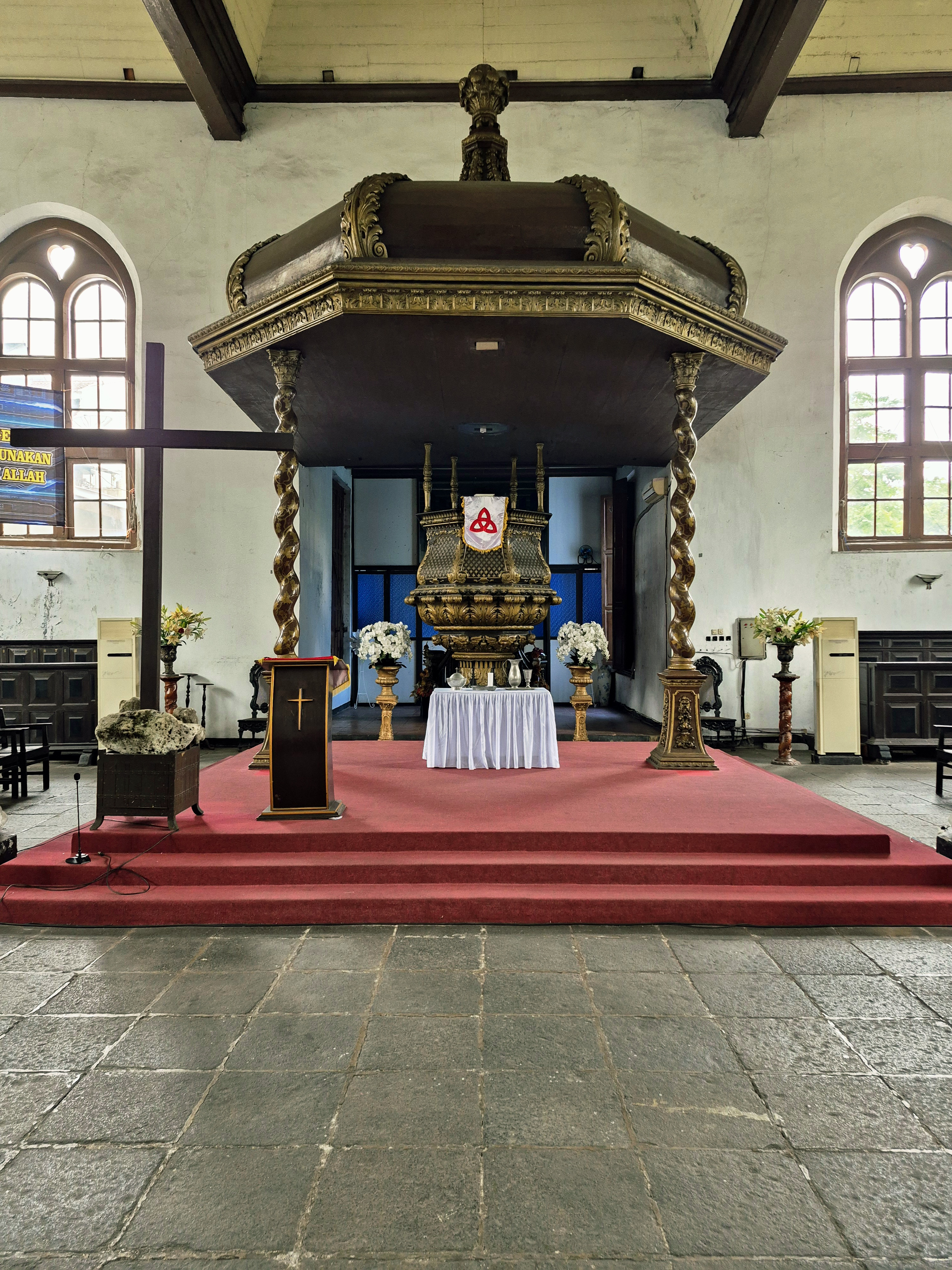
Interieur van de kerk
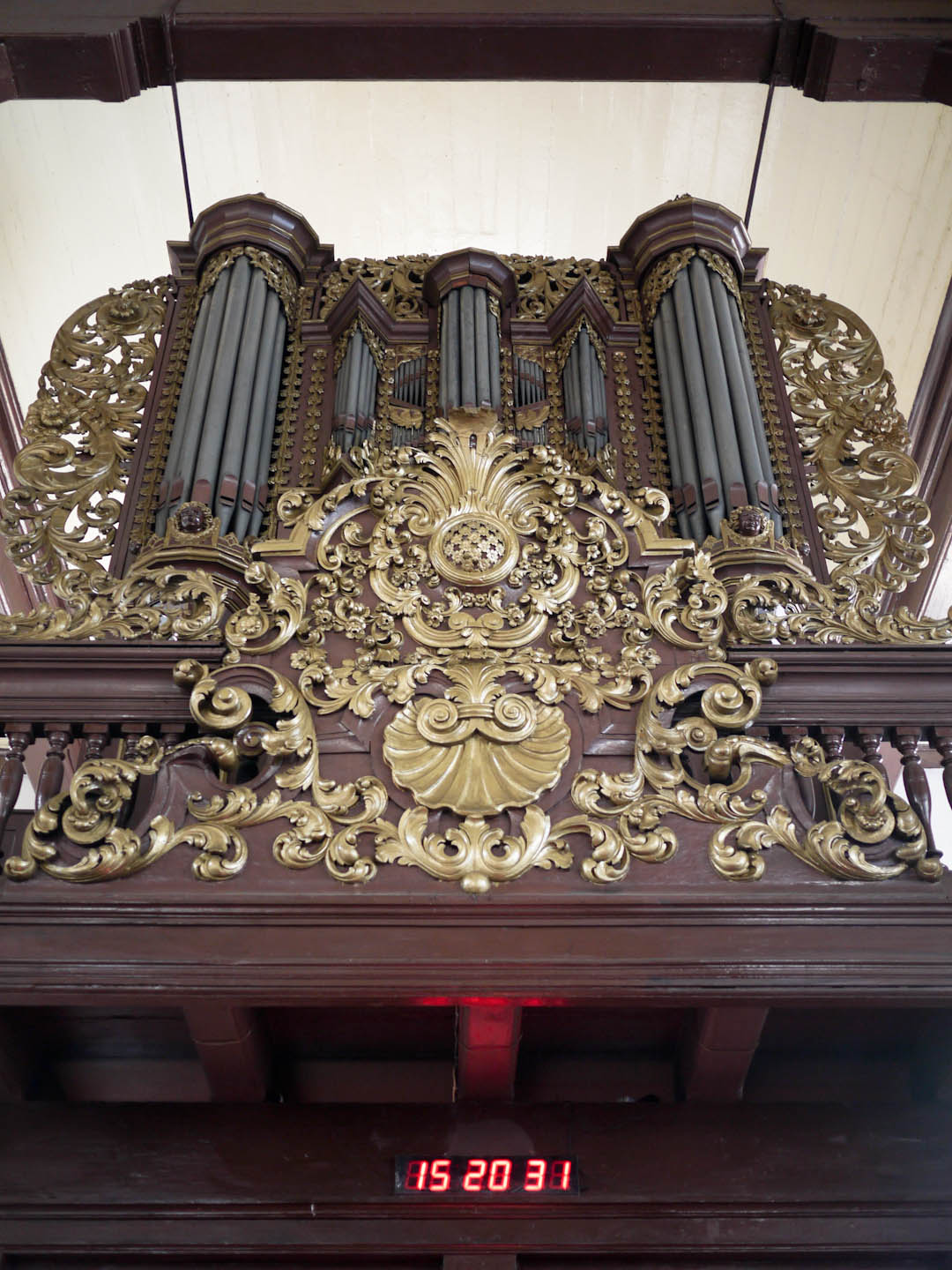
Orgel
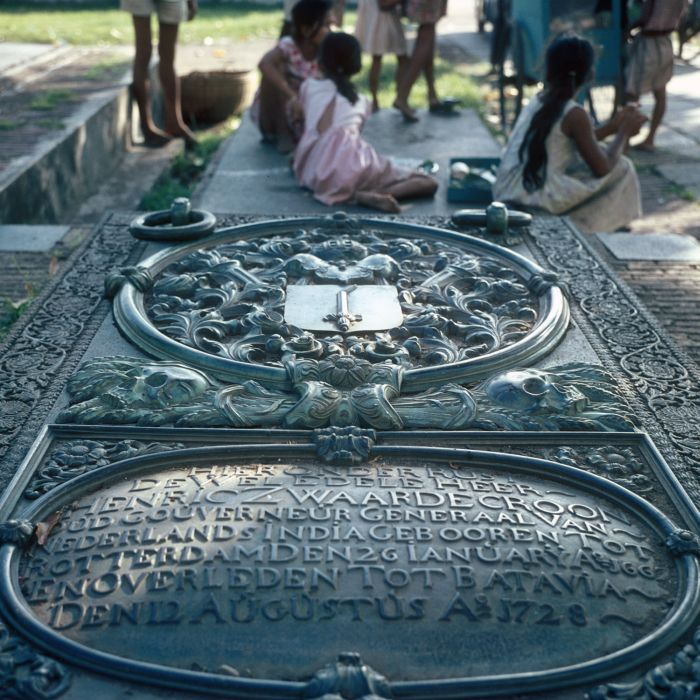
Grafsteen van Hendrick Zwaardecroon uit 1728.